# Invenzione
(Alan Kay, informatico statunitense)

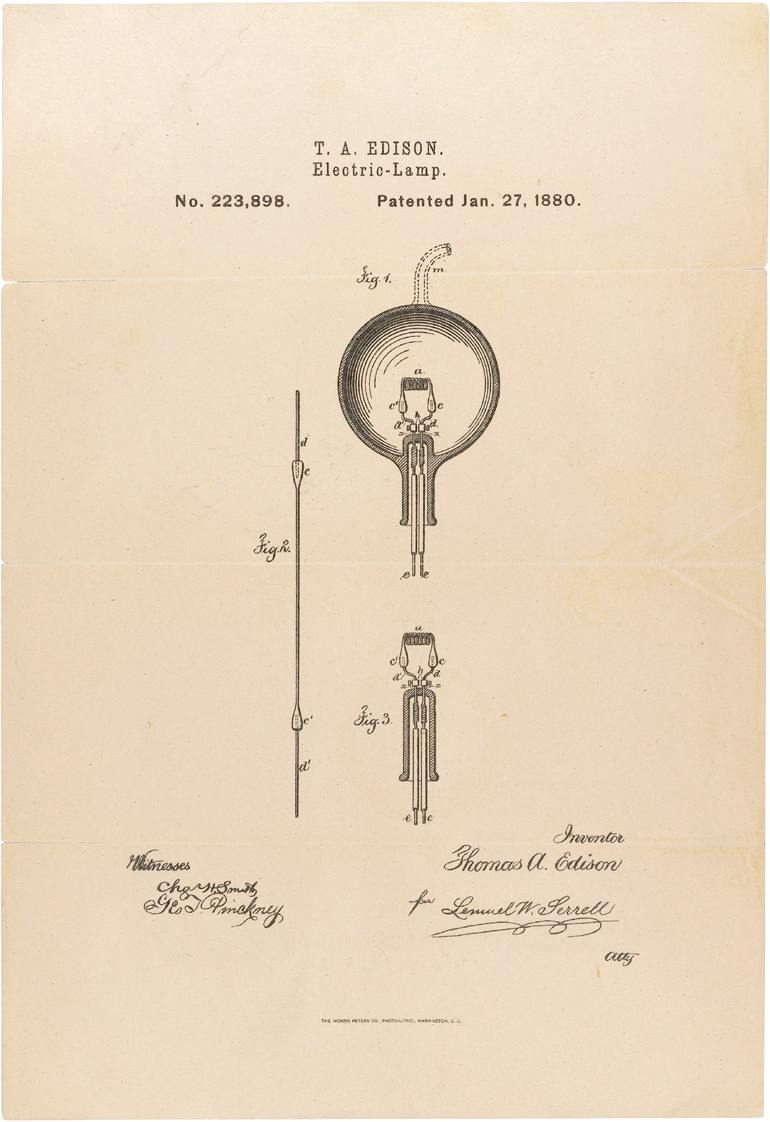
Brevetto dell'invenzione della lampadina elettrica di Thomas Alva Edison

L'invenzione è un'idea, un dispositivo o un prodotto che porta ad un progresso tecnologico alla società, tipicamente a opera di un inventore.
Il termine "invenzione" deriva dal latino "inventio", che significa "ritrovamento".
In ambito legale si intende una soluzione nuova e originale di un problema tecnico che può, dunque, essere tutelata da brevetto. Essa può riguardare un prodotto o un processo (metodo, procedimento).
Un'invenzione può essere definita "principale", nel caso in cui non dipenda da invenzioni precedenti, o "derivata" se invece è una modifica o un miglioramento di un'invenzione precedente.
"Inventore" è il termine con cui si identifica chi è artefice di un'invenzione. Nella storia, sono celebri esempi di inventori di professione e indipendenti: Thomas Alva Edison, Nikola Tesla, Guglielmo Marconi. Oggi, salvo rare eccezioni, come lo statunitense Jerome Lemelson, non esistono più inventori puri e indipendenti e l'invenzione è frutto di un processo complesso che riguarda svariate professionalità (scienziati, tecnici, ingegneri, designer, professionisti del marketing), che cooperano a un progetto comune all'interno di un'azienda o di un centro di ricerca e sviluppo.

## Fasi dell'invenzione
Contrariamente a quanto si è soliti pensare, l'invenzione è un processo molto lungo, specie quando questa ha l'ambizione di diventare un prodotto commerciale o un'innovazione. L'idea o il "lampo di genio" rappresenta solo una piccola parte di questo cammino. Uno dei più grandi inventori della storia, Thomas Alva Edison, sosteneva che "il genio è per l'1% ispirazione e per il 99% traspirazione (sudore)". In questo processo è possibile individuare alcune fasi caratteristiche: l'analisi e lo studio del contesto, l'idea (sintesi), il disegno, la prototipazione, il brevetto, l'ingegnerizzazione, il marketing e la comunicazione. Il processo che porta al prodotto finito, tuttavia, non è lineare, ogni invenzione o innovazione può invertire (o anche saltare) una o più di queste fasi.
Nonostante ciò, l'attenzione che viene dedicata a questi singoli passaggi risulta determinante per il successo dell'invenzione stessa. Analizzando la storia della tecnologia si trovano, infatti, molti casi in cui, a parità di qualità dell'idea iniziale, scelte di ingegnerizzazione o anche solo di marketing del prodotto hanno finito per determinare il successo o l'insuccesso di tutta l'operazione. Ad esempio nel mondo della videoregistrazione magnetica domestica il miglior formato Betamax è stato surclassato dal successo commerciale del formato VHS (meno performante) grazie alle più efficaci strategie di mercato attuate dall'azienda JVC.

## Tipi
La normativa italiana identifica diversi tipi di invenzione:
- Invenzione di prodotto (comma 2 art. 66 del Codice della proprietà industriale): brevetto che ha come oggetto un nuovo prodotto
- Invenzione di procedimento (comma 2 art. 66): brevetto che ha come oggetto un nuovo modo di produrre che rende più efficiente la produzione di un prodotto
- Invenzioni d'uso di una sostanza (comma 4 art. 46): si adopera una sostanza già nota per un uso diverso dal precedente.

All'articolo 45 sono contenute delle eccezioni: "Non sono considerate come invenzioni ai sensi del comma 1 in particolare:
1. le scoperte, le teorie scientifiche e i metodi matematici;
2. i piani, i principi ed i metodi per attività intellettuali, per gioco o per attività commerciale ed i programmi di elaboratore;
3. le presentazioni di informazioni."

## Invenzione e scoperta
L'invenzione è frutto sempre di un progetto mentre la scoperta può anche essere frutto della casualità (vedi serendipità). In questo senso l'invenzione è diversa dalla scoperta, che comporta invece il venire a conoscenza di qualcosa che già esisteva ma non era nota. È significativo in questo senso l'etimologia del termine "scoperta" come "togliere il velo". La peculiarità dell'invenzione, invece, sta proprio nell'elemento di novità, cioè nella creazione di qualcosa che prima non esisteva, non solo nella cultura ma anche in natura.
Molto spesso la scoperta avviene in ambito scientifico (ricerca pura, ad opera di ricercatori e scienziati), mentre l'invenzione spesso nasce in ambito industriale (nei centri di ricerca e sviluppo).
L'invenzione può essere basata su uno sviluppo precedente, collaborazioni o idee; lo stesso vale per la scoperta. Il processo inventivo richiede la consapevolezza di concetti esistenti o metodi che possono essere modificati o trasformati in un'invenzione attraverso creatività e intuizione. Un'invenzione è sempre un progresso dal punto di vista conoscitivo ma non è detto che sia utile immediatamente o per tutti.
Un'invenzione può rivelarsi utile in un periodo successivo, come è successo ad esempio per il paracadute, che fu inventato da un anonimo italiano nel 1470, come dispositivo di sicurezza senza rivelarsi però utile; successivamente venne migliorato da Leonardo da Vinci nel 1485, ma divenne utilizzabile solo con la nascita dell'aviazione all'inizio del XX secolo, ben 400 anni dopo. In generale, tra la nascita di un'idea o di un prototipo di invenzione e la sua diffusione sociale e commerciale, vi è sempre uno scarto temporale, che solitamente non si misura in secoli, come nel caso del paracadute, ma in decenni.

## Invenzione e brevetto
Un'invenzione "brevettabile" è un'invenzione che costituisce l'oggetto del diritto di brevetto. È un'idea di soluzione industriale di un problema tecnico, suscettibile di applicazione industriale.
Quindi, quando si parla di invenzione brevettabile, si parla di idee che risolvono un problema tecnico suscettibile di applicazione industriale, perché l'ambito in cui opera il diritto di brevetto è l'ambito industriale di prodotti e servizi, ma deve applicarsi all'industria per poter essere un'invenzione brevettabile.
Nella normativa italiana, il comma 1 dell'articolo 45 del Codice della proprietà industriale identifica l'oggetto di tutela del diritto di brevetto come l'invenzione, idea di soluzione di un problema tecnico suscettibile ad applicazione industriale, che ha 3 caratteristiche:
- Deve essere nuova (art. 46)
- Deve implicare un'attività inventiva
- Deve avere applicazione industriale (requisito fondamentale affinché un'invenzione sia brevettabile)

Un'invenzione, invece, si dice "non brevettabile" dal momento in cui il brevetto è divulgato e quindi reso pubblico. L'invenzione è divulgata quando viene scritto un articolo che la descrive e sul commercio è presente un prodotto che la attua.

## Invenzione e innovazione
In accordo con quanto affermato dall'economista austriaco Joseph Schumpeter, l'innovazione è la dimensione applicativa di una scoperta oppure la commercializzazione di un'invenzione.
Nel momento in cui l'invenzione diventa parte integrante dell'attività economica, ovvero quando comincia ad avere conseguenze economiche, essa diventa un'innovazione.
Per trasformare un'invenzione in innovazione, un'azienda deve combinare conoscenze, capacità, abilità e informazioni riguardo al mercato sufficienti risorse finanziarie ecc. Henry Ford ha condensato questo concetto nel suo slogan in cui dichiara che "c'è vera innovazione solo quando una tecnologia è accessibile a tutti".

## Invenzione, società e cultura
La maggior parte delle invenzioni ha contribuito a trasformare il modo di vivere e la società. Ancora oggi le tecnologie e le nuove invenzioni, ad esempio nel campo della comunicazione e dell'informatica, continuano a caratterizzare grandi cambiamenti sociali. L'importanza dell'invenzione nel determinare questi cambiamenti culturali divenne evidente solo dopo la prima rivoluzione industriale, anche se già alla fine del Cinquecento il filosofo Tommaso Campanella sottolineava l'importanza delle invenzioni e delle macchine per il progresso delle conoscenze dell'uomo:
"Vi è più historia in cent'anni che non ebbe il mondo in quattromila; e più libri si fecero in questi cento che in cinquemila; e le invenzioni stupende della calamita e stampe ed archibugi gran segno dell'unione del mondo".
A metà del Settecento l'enciclopedista francese Jean-Baptiste Le Rond d'Alembert, davanti ad una società poco attenta al mondo delle invenzioni e più incline a rispettare filosofia e scienza, era costretto a sottolineare: “ponete su un piatto della bilancia i vantaggi reali delle più eccellenti scienze e delle più stimate arti, sull'altro i vantaggi reali delle arti meccaniche; constaterete che la stima che si ha per le une e per le altre non è suddivisa in rapporto a tali vantaggi, e che gli uomini che si sono sforzati di farci credere che eravamo felici sono stati assai più lodati degli uomini che si sono sforzati di renderci davvero più felici”.
Tra le invenzioni più significative della storia dell'umanità si ricorda: la ruota, la metallurgia, la scrittura, la carta, la stampa, l'esplosivo, le armi da fuoco, la macchina a vapore, l'elettricità, il treno, l'automobile, l'aeroplano, il telefono, la radio, la televisione, il computer, Internet. Alcune di queste invenzioni sono state possibili grazie ai rispettivi avanzamenti teorico-scientifici nei campi di riferimento, altre hanno precorso la teoria, attivando poi studi e aprendo nuove indagini teoriche.